# Sfinterotomia anale
La sfinterotomia anale è una tecnica chirurgica che riguarda il canale anale. Una particolare forma di tale intervento è la sfinterotomia interna laterale

## Indicazioni
Indicata in caso di forme tumorali che riguardano l'ano e delle fessure croniche dell'ano (fra le condizioni più dolorose)

## Procedura
Dopo anestesia (parziale o totale) si procede ad incisione

## Complicanze
Raramente si mostra incontinenza anale